# Campeonato Europeo de Lucha de 1975
El XXVII Campeonato Europeo de Lucha se celebró en Ludwigshafen (RFA) en el año 1975 bajo la organización de la Federación Internacional de Luchas Asociadas (FILA) y la Federación Alemana de Lucha.

## Resultados

### Lucha grecorromana
| Evento  | Oro                          | Plata                   | Bronce                         |
| ------- | ---------------------------- | ----------------------- | ------------------------------ |
| 48 kg   | Constantin Alexandru Rumania | Alexei Shumakov URSS    | Ferenc Seres · Hungría         |
| 52 kg   | Rolf Krauß RFA               | Valeri Arutiunov URSS   | Bilal Tabur Turquía            |
| 57 kg   | Ivan Frgić Yugoslavia        | Farjat Mustafin URSS    | Bernd Drechsel RDA             |
| 62 kg   | Kazimierz Lipień · Polonia   | Anatoli Kavkayev URSS   | Stoyan Lazarov Bulgaria        |
| 68 kg   | Andrzej Supron · Polonia     | Viktor Kuzmin URSS      | Lars-Erik Skiöld · Suecia      |
| 74 kg   | Jan Karlsson · Suecia        | Klaus-Peter Göpfert RDA | Vítězslav Mácha Checoslovaquia |
| 82 kg   | Vladimir Cheboxarov URSS     | Ion Enache Rumania      | André Bouchoule Francia        |
| 90 kg   | Gueorgui Raikov Bulgaria     | Vladimir Nechayev URSS  | Dieter Heuer RDA               |
| 100 kg  | Nikolai Balboshin URSS       | Fredi Albrecht RDA      | József Farkas · Hungría        |
| +100 kg | János Rovnyai · Hungría      | Nikola Dinev Bulgaria   | Alexandr Kolchinski URSS       |

### Lucha libre
| Evento  | Oro                     | Plata                      | Bronce                      |
| ------- | ----------------------- | -------------------------- | --------------------------- |
| 48 kg   | Jasan Isaev Bulgaria    | Jürgen Möbius RDA          | Fiodor Baumbach URSS        |
| 52 kg   | Arsen Alajverdiyev URSS | Ali Rıza Alan Turquía      | Władysław Stecyk · Polonia  |
| 57 kg   | Vladimir Yumin URSS     | Mijo Dukov Bulgaria        | Zbigniew Żedzicki · Polonia |
| 62 kg   | Ivan Yankov Bulgaria    | Helmut Strumpf RDA         | Zagalav Abdulbekov URSS     |
| 68 kg   | Ijaku Gaidarbekov URSS  | Mehmet Sarı Turquía        | Gerhard Weisenberger RFA    |
| 74 kg   | Pavel Piniguin URSS     | Dan Karabin Checoslovaquia | Servet Aydemir Turquía      |
| 82 kg   | Ismail Abilov Bulgaria  | Vasile Iorga Rumania       | Günter Spindler RDA         |
| 90 kg   | Horst Stottmeister RDA  | Paweł Kurczewski · Polonia | Piotr Surikov URSS          |
| 100 kg  | Ivan Yaryguin URSS      | Harald Büttner RDA         | Dimo Kostov Bulgaria        |
| +100 kg | Soslan Andiyev URSS     | József Balla · Hungría     | Ladislau Șimon Rumania      |

## Medallero
| Núm. | País           | Oro | Plata | Bronce | Total |
| ---- | -------------- | --- | ----- | ------ | ----- |
| 1    | URSS           | 8   | 6     | 4      | 18    |
| 2    | Bulgaria       | 4   | 2     | 2      | 8     |
| 3    | Polonia        | 2   | 1     | 2      | 5     |
| 4    | RDA            | 1   | 5     | 3      | 9     |
| 5    | Rumania        | 1   | 2     | 1      | 4     |
| 6    | Hungría        | 1   | 1     | 2      | 4     |
| 7    | RFA            | 1   | 0     | 1      | 2     |
| 7    | Suecia         | 1   | 0     | 1      | 2     |
| 9    | Yugoslavia     | 1   | 0     | 0      | 1     |
| 10   | Turquía        | 0   | 2     | 2      | 4     |
| 11   | Checoslovaquia | 0   | 1     | 1      | 2     |
| 12   | Francia        | 0   | 0     | 1      | 1     |
|      | TOTAL          | 20  | 20    | 20     | 60    |